# Bitwa pod Civita Castellana
Bitwa pod Civita Castellana – starcie zbrojne, które miało miejsce 4 grudnia 1798 roku podczas wojny Francji z drugą koalicją.
Bitwa pod Civita Castellana stoczona została między dywizją francusko-polską (10 000 żołnierzy, w tym 3000 Polaków z legii Kniaziewicza), dowodzoną przez generała Macdonalda a armią neapolitańską (około 40 000 żołnierzy), dowodzoną przez austriackiego feldmarszałka Macka.
W bitwie zdecydowane zwycięstwo odniosła dywizja Macdonalda, która rozbiła centrum i lewe skrzydło wojsk neapolitańskich (przy czym rozbicie lewego skrzydła to zasługa Polaków). Zwycięstwo to umożliwiło wojskom francuskim opanowanie Neapolu i utworzenie tam Republiki Partenopejskiej.